# Petrușîn, Cernihiv
Petrușîn (în ucraineană Петрушин) este o comună în raionul Cernihiv, regiunea Cernihiv, Ucraina, formată numai din satul de reședință.

## Demografie
Componența lingvistică a comunei Petrușîn
     Ucraineană (95,55%)
     Rusă (2,29%)
Conform recensământului din 2001, majoritatea populației comunei Petrușîn era vorbitoare de ucraineană (95,55%), existând în minoritate și vorbitori de rusă (2,29%) și armeană (2,16%).